# Kirchlauter
Kirchlauter ist eine Gemeinde im unterfränkischen Landkreis Haßberge. Sie ist Mitglied der Verwaltungsgemeinschaft Ebelsbach.

## Geografie

### Geografische Lage
Die Ortschaften Kirchlauter, Neubrunn und Pettstadt befinden sich in der Region Main-Rhön (Bayerische Planungsregion 3) in den Seitentälern des Mains und im südlichen Teil des Naturparks Haßberge, etwa 30 km westlich von Bamberg und 45 km östlich von Schweinfurt. Die Lauter durchfließt die Gemeinde und mündet bei Baunach in den Fluss Baunach, kurz bevor dieser in den Main fließt.
Am sogenannten Bollerbrunnen entspringt die Neubrunn, die in den Ebelsbach mündet. Dieser fließt nach ca. 15 Kilometern ebenfalls in den Main. Kirchlauter ist Mittelpunkt der sogenannten Heiligen Länder.

### Gemeindegliederung
Es gibt neun Gemeindeteile:
- das Dorf Goggelgereuth mit 34 Einwohnern, Erstnennung 1373
- die Einöde Hecklesmühle mit fünf Einwohnern, Erstnennung 1445
- das Pfarrdorf Kirchlauter mit 618 Einwohnern, Erstnennung 1145
- die Einöde Klaubmühle mit fünf Einwohnern, Erstnennung 1575
- das Kirchdorf Neubrunn mit 670 Einwohnern, Erstnennung 1151
- die Einöde Paßmühle rechts des Baches mit sechs Einwohnern, Erstnennung 16. Jahrhundert
- das Dorf Pettstadt mit 67 Einwohnern, Erstnennung 1145
- der Weiler Weikartslauter, früher Mittelmühle, mit drei Einwohnern, Erstnennung 1251
- die Einöde Winterhof, früher Hegenberg, mit neun Einwohnern, Erstnennung 1502

Das Gemeindegebiet gliedert sich in den Gemarkungen Kirchlauter, Neubrunn und Pettstadt.

### Nachbargemeinden
Nachbargemeinden sind von Norden beginnend im Uhrzeigersinn: Ebern, Rentweinsdorf, Breitbrunn, Ebelsbach, Zeil am Main und Königsberg in Bayern.

## Geschichte

### Bis zur Gemeindegründung
Im 8. Jahrhundert siedelten sich Slawen in der Gegend an, zunächst an der Stelle, wo sich heute der Kindergarten befindet. Die Siedlung Lutere, zwischen Ebern und Eltmann am Lauterbach und einer sehr alten Hochstraße gelegen, hat sich wohl aus einer fränkischen Forsthube gebildet. Mit „Marquard de Lutere“ wurde der Ort erstmals 1145 genannt. Sowohl Bamberger Klöster als auch Ministeriale des Würzburger Hochstifts sind seit dem 13. Jahrhundert als Lehensleute bekannt. Durch die Belehnung eines Ministerialen Flieger ist 1373 erstmals das der heutigen Namensform ähnliche „Kirchluter“ bezeugt. Die Lage an der Hochstifts- und Diözesangrenze von Würzburg zu Bamberg führte wohl zur Sonderstellung einer Zehntbefreiung des Ortes. Die Dorfherrschaft war ursprünglich geteilt. Eine Hälfte besaßen verschiedene Ganerben und von 1502 bis 1803 die Familie von Guttenberg. Die andere Hälfte gehörte seit Mitte des 15. Jahrhunderts dem Pfarrer des Ortes. Unter dem Würzburger Fürstbischof Johann Gottfried von Guttenberg wurden 1689/90 der Familienanteil und der des Pfarrers am Ort vereinigt und ein eigenes hochstiftisches Amt und Zehnt Kirchlauter errichtet.
Der gleiche Bischof ließ anstelle einer mittelalterlichen Wasserburg 1689/90 von H. Zimmer ein Familienschloss errichten, das erst 1740 vollendet wurde und das seit 1981 im Besitz der Grafenfamilie Schenk von Stauffenberg ist.
Im Jahre 1818 bildete sich die politische Gemeinde und 1820 ein Patrimonialgericht.

### 19. und 20. Jahrhundert
Im Jahr 1862 wurde Kirchlauter dem Landgericht Baunach und dem Amt Ebern einverleibt.
Seit 1971 gehört Kirchlauter zum Landkreis Haßberge und seit 1978 mit den Ortsteilen Neubrunn, Pettstadt, Goggelgereuth, Hecklesmühle Winterhof, Weikartslauter, Paßmühle rechts des Baches und der Klaubmühle zur Verwaltungsgemeinschaft Ebelsbach.
Der Ort Kirchlauter besaß vom 16. bis ins 20. Jahrhundert Marktrechte. Bedeutend waren vom 17. bis ins 20. Jahrhundert Tonabbau und Tonwarenmanufakturen sowie Sandsteinabbau.

### Geschichte der Kirchengemeinde und der Ortskirche

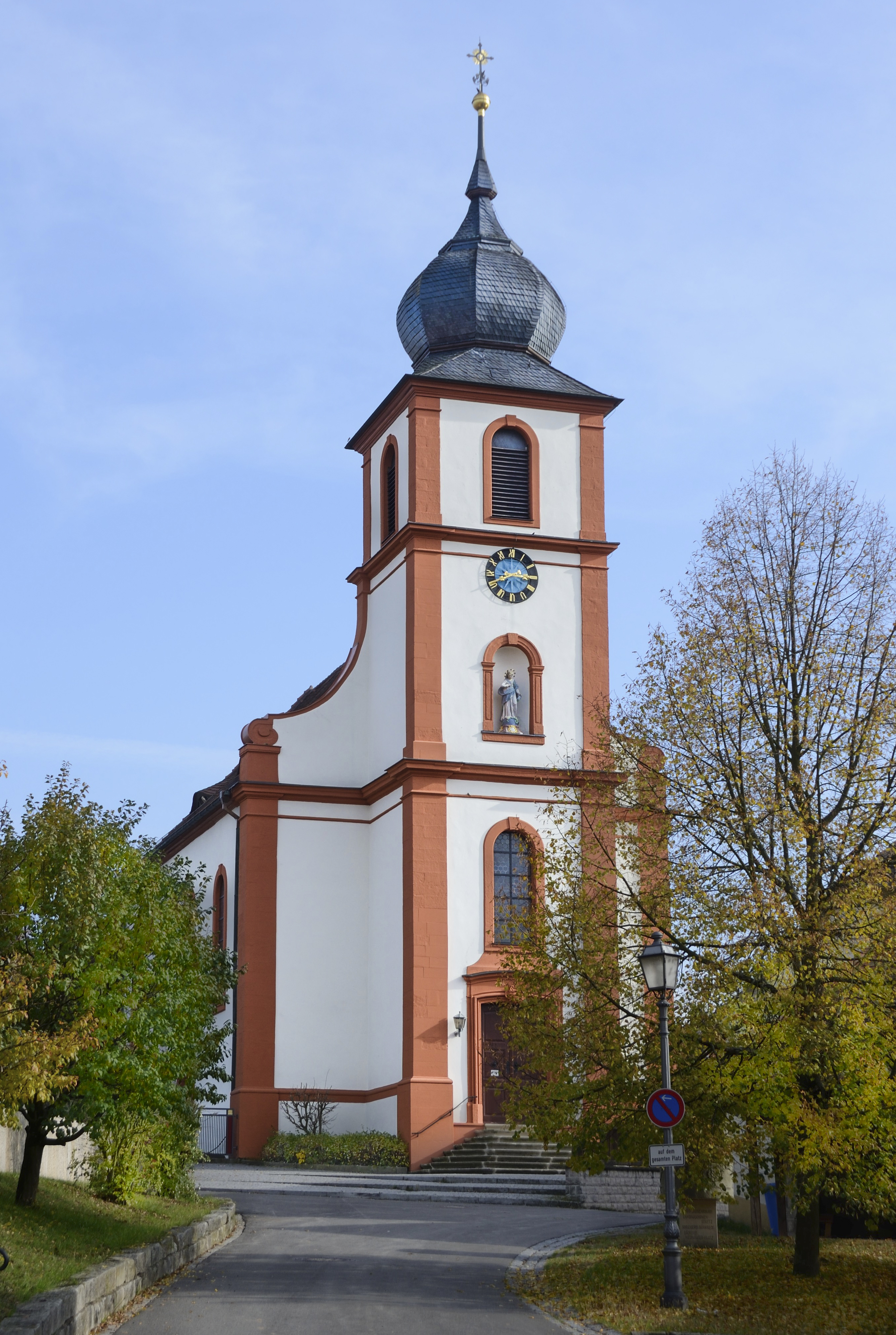
Pfarrkirche Mariä Himmelfahrt

Ursprünglich wurde die Siedlung im Mittelalter von der Mutterpfarrei Zeil seelsorgerlich betreut, bis sie der Würzburger Bischof Gottfried Schenk von Limpurg auf Initiative verschiedener Ortsschultheißen im Jahre 1446 zur selbständigen Pfarrei Kirchlauter mit den Filialorten Neubrunn, Dörflis, Kottenbrunn, Köslau, Pettstadt, Goggelgereuth und Weikartslauter erhob. Damals gab es nur in Neubrunn und Dörflis Kapellen.
Weil Dörflis, Köslau und Kottenbrunn auf sächsischem Territorium lagen, wurden diese Orte in der Reformation protestantisch und ab 1592 von einer eigenen evangelischen Pfarrei betreut.
In Kirchlauter wurden evangelische Einflüsse zwischen 1565 und 1579 durch den Würzburger Bischof 1580 zurückgedrängt und seither ist die Pfarrei, die ursprünglich vom Dekanat Gerolzhofen und ab ca. 1560 vom Dekanat Ebern verwaltet wurde, wieder katholisch.
Die Kirche Maria Himmelfahrt aus dem 14. Jahrhundert ist noch in Resten mit mittelalterlichen Fresken im alten Chor vorhanden. Die heutige barocke Pfarrkirche entstand zwischen 1751 und 1754 nach den Plänen des Goßmannsdorfer Baumeisters Ägidius Bierdimpfl. 1759 weihte der Würzburger Weihbischof Daniel von Gebsattel das Gotteshaus.
Über die barocke Ausstattung der Kirche ist wenig bekannt, da sie meist durch private Stiftungen der Dorfherrschaft von Guttenberg bezahlt wurde und Nachweise fehlen. Lediglich von zwei Figuren ist der Künstler Georg Joseph Mutschele aus Bamberg überliefert. Die Deckenfresken im Chor und Langhaus wurden 1897 von der Münchner Firma Kaspar Lessig und Co. geschaffen.
Das Pfarrhaus wurde von Johann Schmeltzing aus Rüdenhausen zwischen 1735 und 1738 unweit des guttenberg’schen Wasserschlosses im barocken Stil erbaut.

### Eingemeindungen
Pettstadt gehört seit dem 1. April 1971 zur Gemeinde Kirchlauter. Am 1. Mai 1978 wurde Neubrunn mit seinem Gemeindeteil Paßmühle rechts des Baches in die Gemeinde Kirchlauter eingegliedert.

### Einwohnerentwicklung
- 1961: 1363 Einwohner[8]
- 1970: 1369 Einwohner[8]
- 1987: 1391 Einwohner
- 1991: 1442 Einwohner
- 1995: 1472 Einwohner
- 2000: 1500 Einwohner
- 2005: 1444 Einwohner
- 2010: 1381 Einwohner
- 2015: 1318 Einwohner

Im Zeitraum 1988 bis 2018 sank die Einwohnerzahl von 1401 auf 1324 um 77 Einwohner bzw. um 5,5 %. 1999 hatte die Gemeinde 1500 Einwohner.
Quelle: BayLfStat

## Politik und Öffentliche Verwaltung

### Verwaltung
Die Gemeinde ist Mitglied der Verwaltungsgemeinschaft Ebelsbach.

### Gemeinderat
Der Gemeinderat umfasst 12 Mitglieder. Der Erste Bürgermeister ist Vorsitzender des Gemeinderates, jedoch nicht dessen Mitglied. Die Tabelle zeigt die Sitzverteilungen nach den Gemeinderatswahlen seit 2002.
|      | CSU | SPD | Junge Liste | Freie Wähler | Interessengemeinschaft Heilige Länder | Gesamt   |
| 2020 | 4   | 5   | 2           | 1            | 1                                     | 13 Sitze |
| 2014 | 4   | 6   | 2           | 1            | n. a.                                 | 13 Sitze |
| 2008 | 7   | 4   | 1           | 1            | n. a.                                 | 13 Sitze |
| 2002 | 7   | 3   | 3           | n. a.        | n. a.                                 | 13 Sitze |

### Bürgermeister
Erster Bürgermeister ist seit 2014 Karl-Heinz Kandler (SPD). Dieser setzte sich bei der Wahl 2014 mit 58,81 % der Stimmen gegen Amtsinhaber Jochen Steppert (CSU) durch; 2020 wurde dieser mit 59,7 % der Stimmen wieder gewählt. Bis 2008 war Peter Kirchner (CSU) Gemeindeoberhaupt.

### Wappen
| Wappen von Kirchlauter | Blasonierung: „Geteilt von Silber und Blau; oben eine rote Lilie, unten eine goldene heraldische Rose.“ |
| Wappen von Kirchlauter | Wappenbegründung: Die Rose ist dem Wappen der Freiherren von Guttenberg entnommen, die Anfang des 16. Jahrhunderts vom Hochstift Würzburg mit ersten Gütern in Kirchlauter belehnt wurden und seit 1560 die Ortsherrschaft innehatten. Bis 1802 war die Familie Dorf-, Vogtei- und Zentherr. Unter dem Würzburger Fürstbischof Johann Gottfried von Guttenberg (1686 bis 1698) wurde das Schloss im Jahr 1689 neu errichtet. Die Lilie weist als Mariensymbol auf das Patrozinium der Ortskirche hin, die aus dem frühen 14. Jahrhundert stammt. Die Farben Silber und Rot aus dem Würzburger Hochstiftswappen erinnern an die Landesherrschaft der Bischöfe seit dem 16. Jahrhundert. Dieses Wappen wird seit 1969 geführt. |

## Kultur und Sehenswürdigkeiten

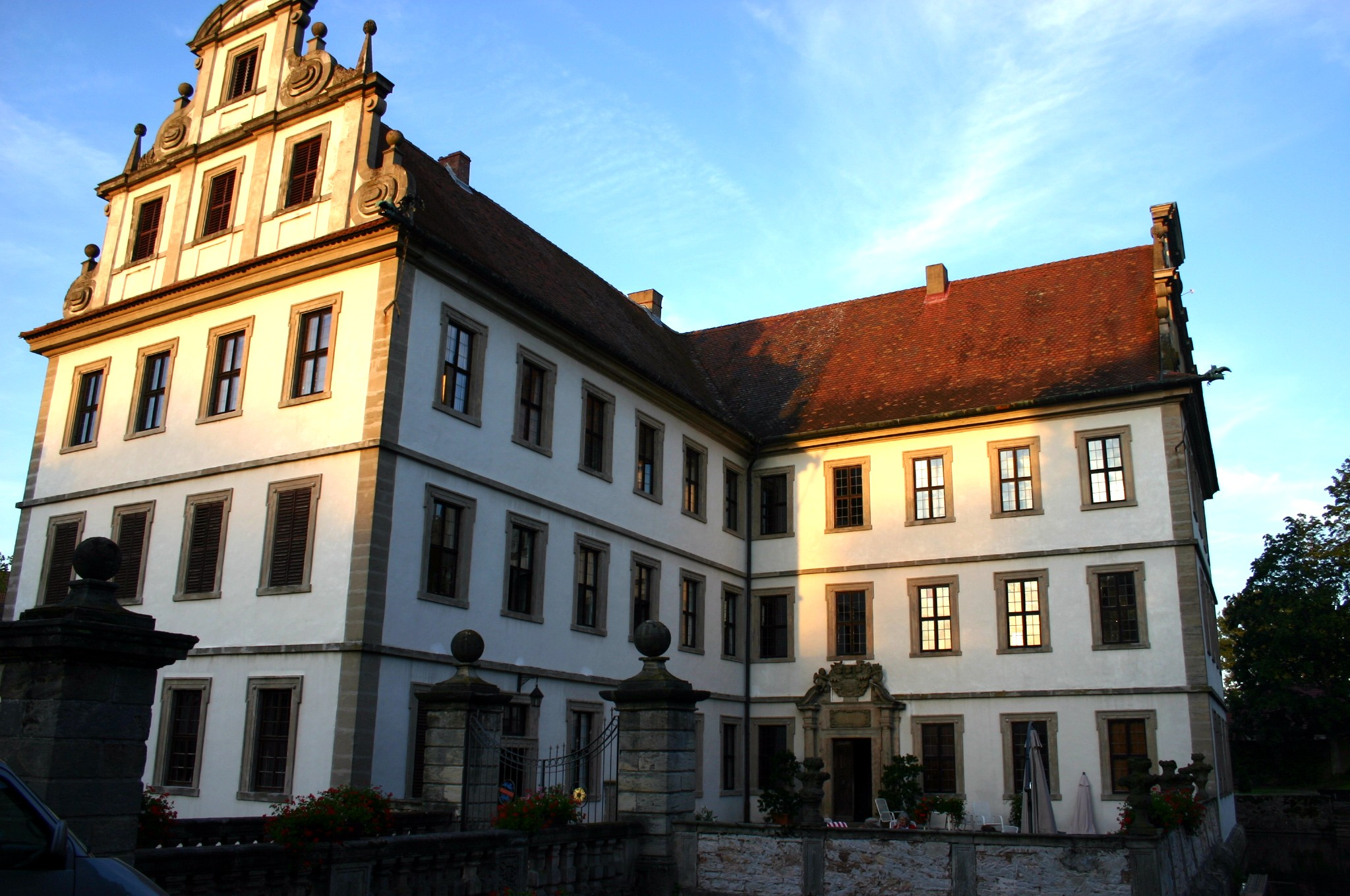
Hof des Guttenberg’schen Wasserschlosses

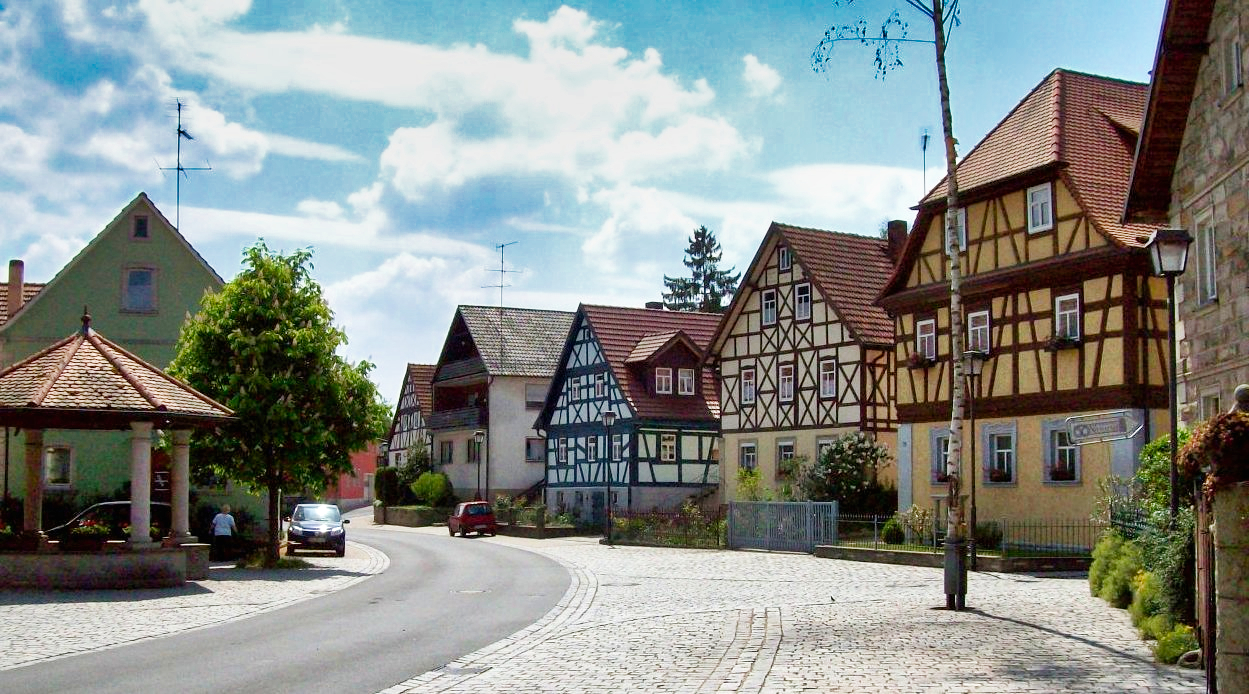
Alter Ortskern Neubrunn

- Wasserschloss der Freiherren von und zu Guttenberg in Kirchlauter aus dem 17. Jahrhundert mit Parkanlage, erbaut von Baumeister Heinrich Zimmer. Das Schlossgut befindet sich heute im Besitz von Elisabeth Gräfin Stauffenberg, geb. Freiin zu Guttenberg, Ehefrau des Franz Ludwig Schenk Graf von Stauffenberg und Schwester des Dirigenten Enoch zu Guttenberg
- Rokokokirche Maria Himmelfahrt in Kirchlauter mit den angeblich ältesten Fresken Frankens aus der Zeit um 1375, erbaut im Jahr 1752
- Barockkirche St. Andreas und St. Katharina in Neubrunn, erbaut von 1777 bis 1779
- Schmiedemuseum in Kirchlauter, erbaut 1923 und als Schmiede genutzt bis in die 1970er Jahre. Die Ausstellungsräume und die Schmiede mit Esse, Amboss und Ziehbalg können nach Vereinbarung besichtigt werden[10]
- Schöner Ortskern von Neubrunn mit Fachwerk- und Sandsteinhäusern, Kirche, Schule und Brunnen
- Kneipp-Anlage gespeist durch eine Quelle am Ortseingang von Neubrunn[11]
- Lehrbienenstand in Kirchlauter[12]
- Erlebnis-Lehrpfad rund um das Thema Streuobstwiese gelegen am Altlautersee mit 69 unterschiedlichen Obstbaumsorten[13]

## Denkmäler

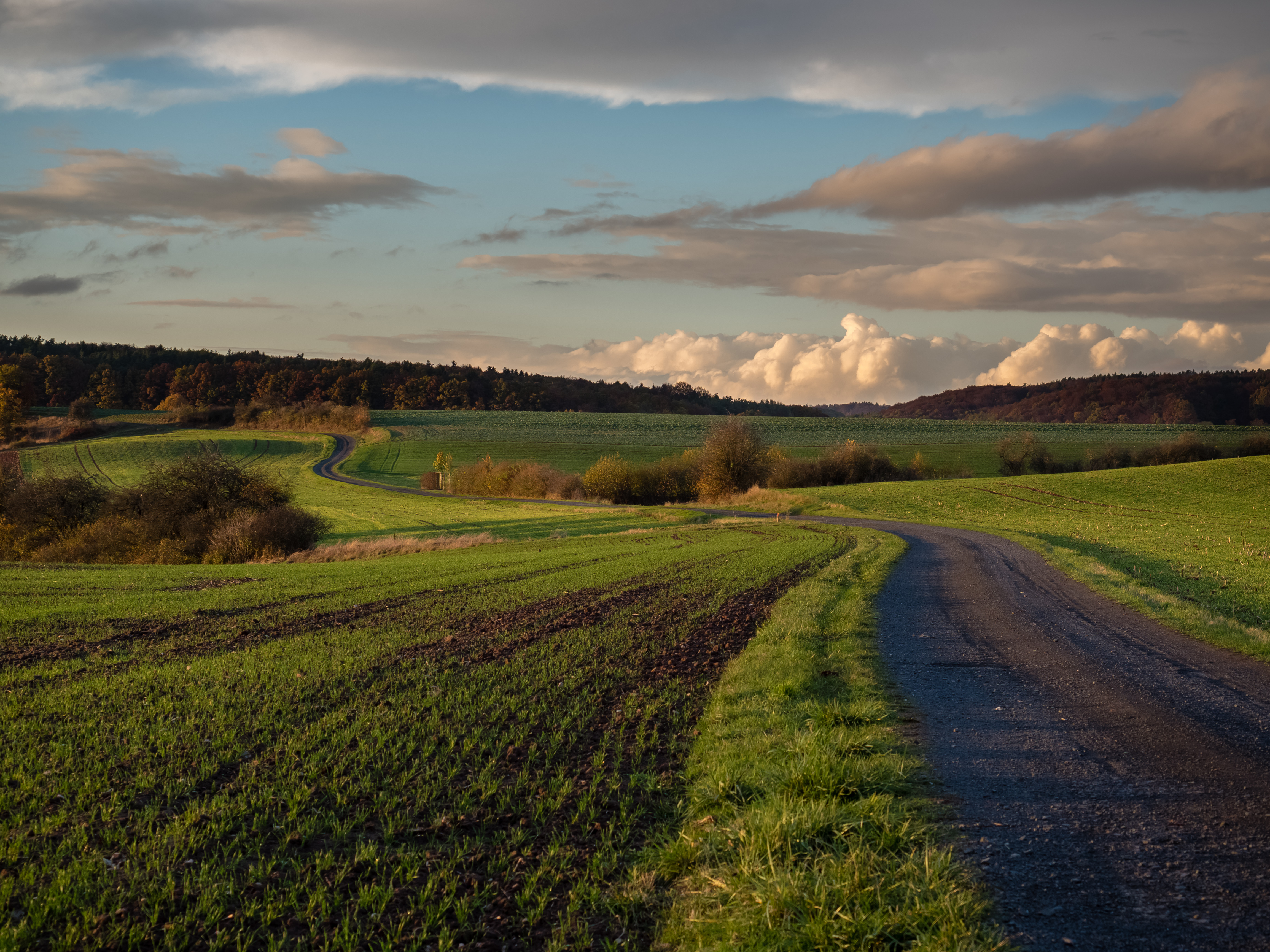
Felder zwischen Kirchlauter und Neubrunn

## Wirtschaft und Infrastruktur

### Wirtschaft
Es gab 2017 nach der amtlichen Statistik 103 sozialversicherungspflichtig Beschäftigte am Arbeitsort und 556 Beschäftigte am Wohnort; die Zahl der Auspendler überwog damit um 453 Personen. 2016 bestanden 14 landwirtschaftliche Betriebe (1999 waren es noch 40); 301 ha waren landwirtschaftlich genutzt, davon 209 ha Ackerfläche und 92 ha Dauergrünfläche.

### Verkehr
Die Orte Kirchlauter, Neubrunn und Pettstadt besitzen folgende Verkehrsanbindungen:
- ca. zehn Kilometer zur Bundesautobahn 70 mit Anschlussstelle Ebelsbach-Eltmann
- ca. neun Kilometer Richtung Ebelsbach zur Bundesstraße 26
- ca. zwölf Kilometer Richtung Ebern/Rentweinsdorf zur Bundesstraße 279
- ca. neun Kilometer zum Bahnhof Ebelsbach-Eltmann (Bahnstrecke Bamberg–Rottendorf)
- ca. zehn Kilometer zum Bahnhof Rentweinsdorf-Treinfeld (Regionalbahn Ebern – Bamberg)
- Buslinie Breitbrunn – Kirchlauter – Bamberg

### Bildung
Es gibt folgende Einrichtungen (Stand: 2018):
- Zwei Kindertageseinrichtungen mit 69 Plätzen und 50 Kindern
- Eine Volksschule mit vier Klassen, fünf Lehrern und 73 Schülern

## Persönlichkeiten
- Jörg Hofmann (1660–1714), Baumeister und Zimmermann
- Nina Schenk Gräfin von Stauffenberg (1913–2006), Witwe des Obersten Claus Schenk Graf von Stauffenberg, beigesetzt am 8. April 2006 in Kirchlauter